# Le 9 vite di Fritz il gatto
Le nove vite di Fritz il gatto (titolo originale: The Nine Lives of Fritz the Cat) è un film d'animazione del 1974 diretto da Robert Taylor. La pellicola è il sequel di Fritz il gatto diretto da Ralph Bakshi nel 1972: lo stesso Bakshi non fu coinvolto nella produzione del film.

## Trama
Fritz, stanco della vita domestica, assume droghe e inizia a fantasticare sulle sue vite future in cui vestirà i panni, tra gli altri, di un astronauta, dello psichiatra di Hitler e del seguace di un guru indiano.

## Colonna sonora
Le musiche del film sono state composte da Tom Scott col suo gruppo L.A. Express. L'intera colonna sonora del film non è mai stata pubblicata in un album completo, nel 1974 è uscito un EP contenente due tracce estratte dal film (Jump Back e T.C.B. In E).

## Distribuzione
Il film al momento della sua uscita è stato vietato ai minori di 18 anni in tutti i paesi. In Italia il divieto ai minorenni è stato rimosso nel 2004.

## Riconoscimenti
Il film è stato presentato in concorso al Festival di Cannes 1974.